# Schlacht um die Marshallinseln
Die Schlacht um die Marshallinseln fand ab 31. Januar 1944 im Rahmen des Pazifikkrieges statt und endete mit der Eroberung der Marshallinseln durch die amerikanischen Truppen.
Die Eroberung der Inselgruppe wurde von Seiten der Amerikaner in drei unabhängige Operationen gegliedert (detaillierte Angaben zum Schlachtverlauf siehe dort):
- Operation Flintlock (31. Januar – 3. Februar 1944) Angriff auf das Atoll Kwajalein
- Operation Hailstone (17. – 18. Februar 1944) Luftangriff auf den wichtigen japanischen Stützpunkt Truk auf den Karolinen
- Operation Catchpole (17. – 23. Februar 1944) Angriff auf das Atoll Eniwetok

Nach Beendigung des Kampfgeschehens wurden die Marshallinseln, wie es die Idee des Island Hoppings nahelegt, als Marine- und Luftwaffenstützpunkte für eine Vielzahl folgender Operationen benutzt.